# Université préfectorale des arts d'Aichi
L'Université préfectorale des arts d'Aichi (japonais : 愛知県立芸術大学 ; Aïchi kenritsu Geijutsu Daigaku), couramment abrégée en 愛知県芸 ; aïchi-kengei, ou 県芸 kengei) est l'université publique d'art et de musique d'Aichi, au Japon, fondée en 1966. L'Université est situé dans une zone de collines à la périphérie de Nagoya, loin de l'agitation et du bruit de la zone du centre-ville. Le campus couvre une grande superficie d'environ 410,000 mètres carrés, avec des installations universitaires mélangeant harmonieusement avec la nature et la verdure environnante. Son architecture revient à Junzō Yoshimura, et le bâtiment de l'université est sélectionné comme Mouvement moderne du Japon par le Docomomo Japon en 2006.
L'école a eu des échanges d'étudiants avec un certain nombre d'autres institutions d'art et de musique telles que la Hochschule für Musik und Tanz Köln, la Hochschule für Musik und Theater Hamburg, l'Université de musique Franz-Liszt, l'Université Paris-Sorbonne et l'Université de Chiang Mai. Elle dispose d'une école d'études supérieures qui délivre des diplômes de maîtrise et de doctorat.
L'université possède une galerie satellite à Sakae au centre de la ville de Nagoya et MEGI HOUSE à Megi-jima de Triennale de Setouchi.

## Histoire
- 1966
  - Fondation de l'Université préfectrorale des arts d'Aichi
  - Création des classes de peinture, sculpture et dessins divisions au sein du département des beaux-arts, Faculté des beaux-arts
  - Création des classes de composition, musique vocale et la musique instrumentale (piano, cordes) dans le département de musique, Faculté de musique
  - Naoteru Ueno prend ses fonctions en tant que premier directeur
- 1970
  - Ouverture de deuxième cycle (Master)
  - Deuxième cycle pour les classes de peinture, sculpture et dessins
  - Deuxième cycle pour les classes de composition, musique vocale et la musique instrumentale (piano, cordes)
- 1972
  - Shinichiro Kozuka assume les fonctions de deuxième directeur
- 1977
  - Masaaki Oshita devient le directeur par intérim après la mort de Shinichiro Kozuka
  - Masuto Toyooka prend ses fonctions en tant que troisième directeur
- 1983
  - Takashi Kōno prend ses fonctions en tant que quatrième directeur
- 1985
  - Accord d'échange international d'étudiants entre l'Université préfectorale des arts d'Aichi et l'Académie des beaux-arts de Nanjing
- 1989
  - La faculté des arts est élargi pour inclure le département de design et des arts et métiers
  - Réorganisation de la classe de la peinture à l'huile et de la peinture japonaise
  - Création de la classe des vents et de percussions dans la division de la musique instrumentale
  - Ouverture du musée des reproductions murales Horyuji
  - Yoshikado Tatehata prend ses fonctions en tant que cinquième président
- 1993
  - La division Peinture est subdivisée en peinture à l'huile et en peinture japonaise, et la division Céramique est introduit au deuxième cycle des beaux-arts
- 1994
  - Le cours de musicologie est établi dans la division de composition du département de musique, Faculté de musique
- 1995
  - Makoto Kawakami assume les fonctions de président de la sixième
- 2001
  - La division de l'histoire de l'art, théorie de l'art et de la conservation est établi au sein du département des beaux-arts, Faculté des arts
  - Shozo Shimada prend ses fonctions en tant que septième président
- 2007
  - Université Préfectoral des arts d'Aichi devient indépendant, désormais géré par la Société des universités publiques d'Aichi
  - Le cours de master est réorganisé; en conséquence, les cinq divisions de l'école supérieure des beaux-arts sont combinés en une seule division, tandis que les trois divisions de la deuxième cycle de musique sont combinés en une seule division
  - Teruo Isomi prend ses fonctions en tant que huitième président
- 2009
  - Ouverture du troisième cycle (Doctorat)
  - Cours de doctorat est établi dans la division des beaux-arts et dans la division de la musique

## Départements

### Faculté des Beaux-Arts
(Inclus les programmes de premier cycle et les études supérieures)
Département des Beaux-Arts
- Peinture japonaise
- Peinture à l'huile
- Sculpture
- Esthétique et histoire de l'art

Département des Designs, Arts et Métiers
- Designs
- Céramiques

### Faculté de Musique
(Inclus les programmes de premier cycle et les études supérieures)

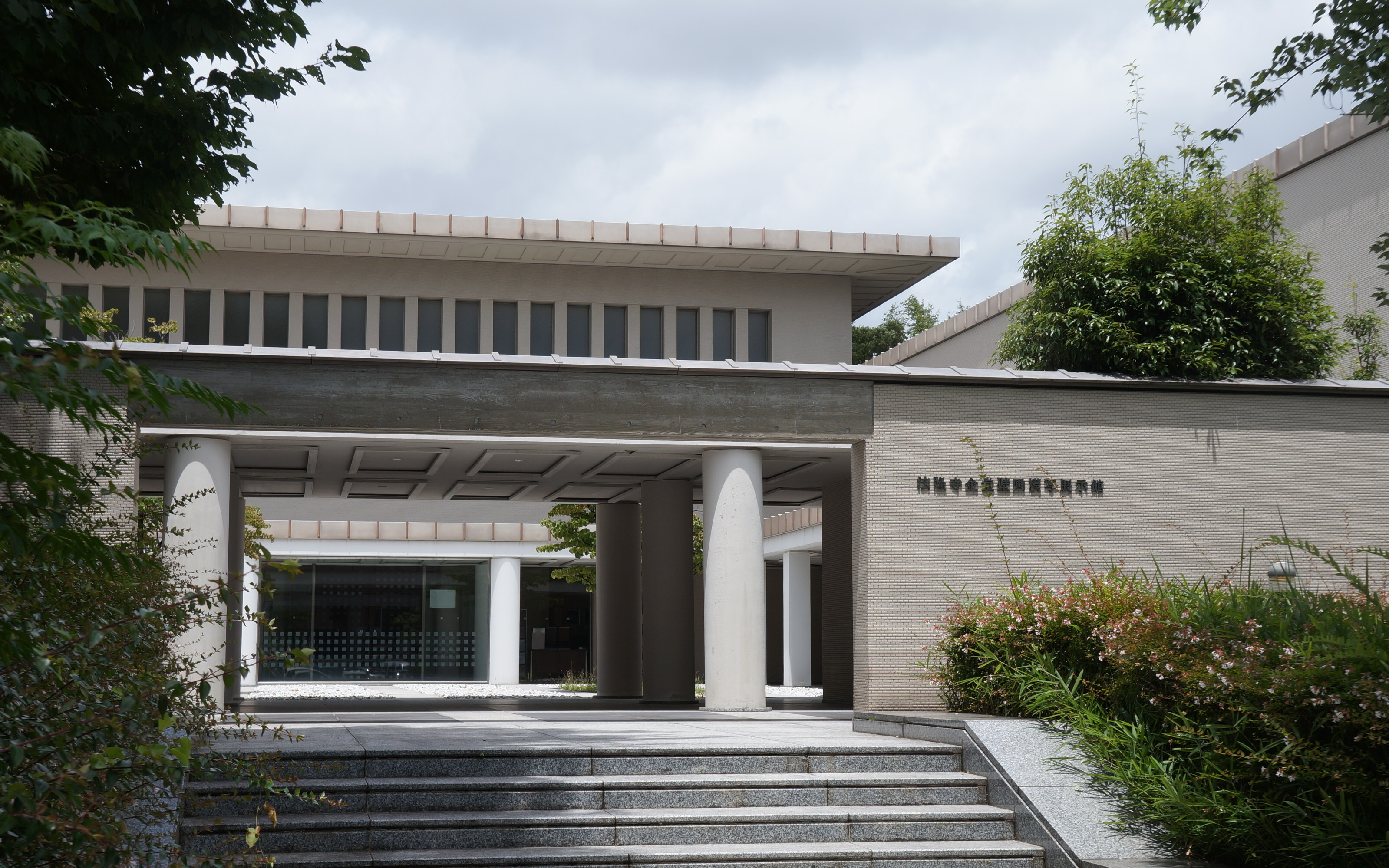
Musée des reproductions murales Horyuji

Département de Musique
- Composition
- Musicologie
- Musique vocale
- Piano
- Instruments à cordes
- Instruments à vent et percussion

## Organisations affiliées
- Centre d'éducation artistique et d'aide aux étudiants
- Centre d'art et de création
- Centre d'arts et d'information
  - Bibliothèque
- Centre de ressources des arts
  - Musée d'art de l'Université préfectorale des arts d'Aichi
    - Musée des reproductions murales Horyuji
- Institut de conservation des biens culturels

### Musée d'art de l'Université
Le Musée d'art de l'Université préfectorale des arts d'Aichi contribue à l'éducation et la recherche. Ils organisent des expositions des matériels de collection.
database de stockage
| division           | Sortes                                                        | Nombres d'ouvrages |
| ------------------ | ------------------------------------------------------------- | ------------------ |
|                    | peintures japonaise                                           | 96                 |
| documents d'art    | documents de peinture japonaise                               | 156                |
|                    | peintures à l'huile                                           | 45                 |
|                    | gravures                                                      | 151                |
|                    | sculptures                                                    | 53                 |
|                    | designs (sort de outillage)                                   | 59                 |
|                    | designs (sort de communication)                               | 77                 |
|                    | documents de design                                           | 25                 |
|                    | céramiques (sort de poterie)                                  | 55                 |
|                    | céramiques (sort de porcelaine)                               | 8                  |
|                    | documents de céramiques                                       | 54                 |
|                    | dessins (peinture japonaise, peintures à l'huile, sculptures) | 47                 |
|                    | matérieux et documents éducative                              | 92                 |
|                    | ouvrages des étudiants                                        | 339                |
| documents musicale | instruments musicaux                                          | 95                 |
|                    | matérieux et documents musicale                               | 32                 |
| total              |                                                               | 1,384              |

## Professeurs notables
- Kataoka Tamako (peintre japonais)
- Yūzō Toyama (chef d'orchestre)
- Kan Ishii (compositeur)
- Hiroyuki Yamamoto (compositeur)
- Takashi Kōno (affichiste)

## Anciens élèves notables
- Hiro Fujikake (compositeur)
- Atsuko Ishizuka (animateur)
- Yukinobu Hoshino (mangaka)
- Yuko Kawai (en) (pianiste)
- Keita Matsumiya (compositeur)
- Shigenobu Nakamura (en) (compositeur)
- Yoshitomo Nara (artiste contemporain)
- Yūji Saiga (photographe)
- Yumi Saïki (compositrice)
- Michiru Yamane (compositeur)